# Giulio Cabianca
Giulio Cabianca (19 de fevereiro de 1923 — 15 de junho de 1961) foi um automobilista italiano.

## Biografia
Cabianca participou de quatro grandes-prêmios de Fórmula 1, tendo como melhor resultado um 4º lugar na Grande Prêmio da Itália de 1960, conquistando os únicos 3 pontos de sua carreira no Mundial de Pilotos.
Faleceu em acidente quando testava um Cooper no Autódromo de Módena. Sem freios, invadiu uma via pública e bateu em um Táxi, matando o motorista e dois passageiros.